# Sahara (filme de 2017)
Sahara (bra: Saara; prt: Sara) é um filme de aventura em animação em 3D franco-canadense de 2017, dirigido por Pierre Coré. Produzido por Mandarin Films e StudioCanal.

## Sinopse
No deserto do Saara, dois clãs de serpentes coabitam: as lindas cobras verdes que vivem no abrigo de um oasis e as cobras venenosas que sobrevivem no deserto enquanto são caçadas pelo povo tuaregue. Ajar, é uma jovem cobra venenosa, ironizada pelas outras porque ainda não teve sua primeira muda. Eva, é uma serpente verde, a princesa rebelde do oasis, que deseja fugir do local para escapar de um casamento arranjado. Essas duas cobras se encontram e se apaixonam. Quando Eva é sequestrada pelos tuaregues, Ajar e seu amigo, o escorpião Pitt, atravessam o deserto para salvá-la.

## Elenco
- Omar Sy como Ajar
- Louane como Eva
- Jean Dujardin como Georges
- Reem Kherici como Alexandrie
- Jonathan Lambert como Michel
- Sabrina Ouazani como Alexandra
- Mathilde Seigner como Rita
- Roschdy Zem como Saladin

## Produção
A voz de Ajar foi difícil para Omar Sy, devido ao fato de que o personagem era uma cobra adolescente e Omar precisava expressar emoção, fragilidade e falta de autoconfiança.